# Laurent Perez del Mar

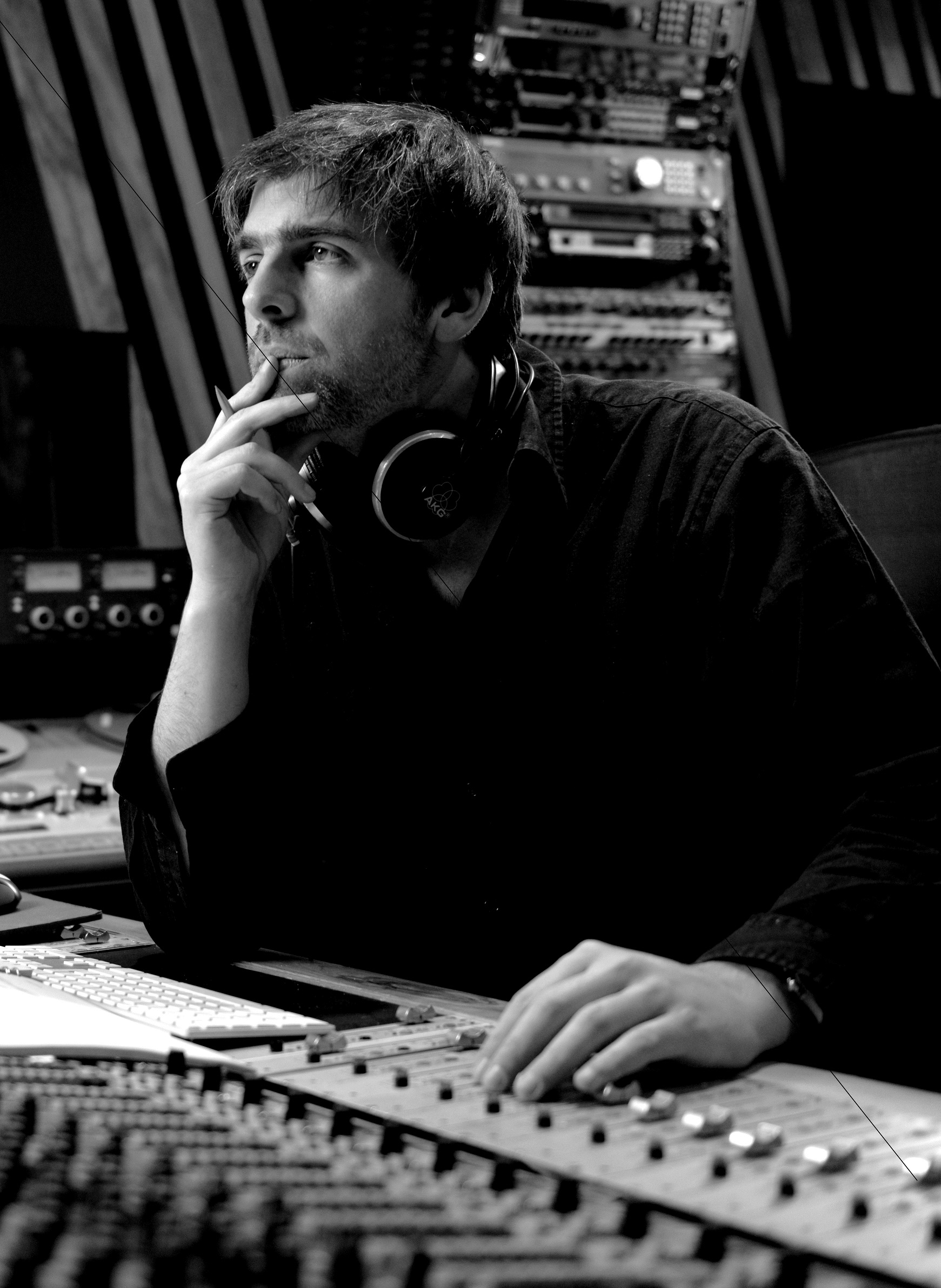
Laurent Perez del Mar (2012)

Laurent Perez del Mar (* 1974 in Nizza) ist ein französischer Filmkomponist.

## Leben
Nach seinem Studium am Conservatoire de Nice (Klassisches Klavier und Jazz-Klavier) und dann am Pariser Konservatorium (Musikalisches Schreiben/Harmonie) schrieb Laurent Perez del Mar seine ersten Partituren für Kurzfilme, Werbespots und Fernsehsendungen, dann Spielfilme für das Kino. Seit 2002 beschäftigt er sich hauptsächlich mit Filmmusik.
2013 wurde er Mitglied der l’Académie des César du cinéma. 2017 wurde er Mitglied der Academy of Motion Picture Arts and Sciences (der Akademie der Oscars). Im Jahr 2016 gewann er den Preis für die beste Filmmusik für Die rote Schildkröte beim Film- und Filmmusikfestival La Baule in Anwesenheit von Lalo Schifrin.

## Filmografie (Auswahl)
- 2012: Die Abenteuer der kleinen Giraffe Zarafa (Zarafa)
- 2013: Brotherhood of Tears – Die letzte Lieferung (La confrérie des larmes)
- 2015: Antigang
- 2016: Die rote Schildkröte (La tortue rouge)
- 2016: Rechenschaft (Carole Matthieu)
- 2017: I Kill Giants
- 2018: Mrs. Mills von nebenan (Madame Mills, une voisine si parfaite)
- 2018: Der Glanz der Unsichtbaren (Les invisibles)
- 2019: Der geheime Roman des Monsieur Pick (Le mystère Henri Pick)
- 2020: Madame Corthis und der Tanz ins Glück (Sol)
- 2021: My Son
- 2022: Die Küchenbrigade (La brigade)
- 2022: Tenor